# Senovo
Senovo je naselje v Občini Krško. Gre za središčni kraj, ki leži v sredi senovskega podolja ob cesti Brestanica-Podsreda. Skozi tečeta Belški in Dovški potok, ki se združita v Senovski potok.
Senovo se je v večji kraj razvilo šele po 1. svetovni vojni in sicer z začetkom kopanja rjavega premoga na pobočju Reštanja severno od Senovega.

## Zgodovina kraja
Bolj oddaljena zgodovina kraja s hribovito okolico je ledeniška. Dolina pod južnim pobočjem Bohorja je bila naseljena že vsaj v mlajši kameni dobi, torej pred okoli 4000 leti. Imamo tudi dokaze, da so pred okoli 2000 leti v dolini prebivali Kelti in Rimljani. Prvi znani pisani dokument o obstoju organiziranega življenja v dolini izvira iz leta 895. 
Moderna zgodovina Senovega je rudarska. Vas v Občini Krško se je po drugi svetovni vojni zaradi rjavega premoga razvila v manjši kraj, danes na to obdobje spominjajo le še ostanki, kot sta rudarski rov v osnovni šoli ali rudarski muzej. Senovo se prvič omenja 1432 kot vas. Kraj je postal pomembnejši po letu 1796, ko je podkovski kovač Andrej Grabner v okolici odkril premog.Leta 1839 je redno je začel kopati premog železarski podjetnik Viktor Ruard. Premogovnik je bil 1946 podržavljen, do 1984 je deloval kot samostojno podjetje, do 1995, ko so ga zaradi izčrpanosti nahajališč začeli zapirati, pa v sklopu Rudnikov rjavega premoga Slovenije. Še leta 1970 so izkopali na leto preko 200.000 ton premoga. Največja slabost Senovega je cestna povezanost z ostalim svetom, ki je že od nekdaj slaba. S posodabljanjem makadamskih cest, torej asfaltiranjem, so v dolini začeli leta 1959. V starih časih so otroci iz doline, če niso stanovali več kot uro hoda od šole, hodili v osnovno šolo v Brestanico. Iz severnega dela doline je prihajalo v šolo približno polovica obveznikov. Zaradi povečanja števila prebivalcev na Senovem po začetku industrializacije doline je jeseni leta 1923 tudi Senovo dobilo svojo osnovno šolo. Šest let je šola delovala v neprimernem poslopju, leta 1929 se je pa preselila v novozgrajen objekt, kjer je še sedaj. Vodovod, ki ga je TPD leta 1924 zgradila za potrebe delavskih naselij in industrijskih obratov, po drugi svetovni vojni zaradi povečanega števila prebivalcev ni več mogel pokrivati vseh potreb po vodi. 
V večje naselje se je Senovo razvilo šele po 1. svetovni vojni, ko so tam začeli kopati večje količine premoga. Staro Senovo je imelo leta 1910 le 262 prebivalcev, leta 1931 pa že 977. Najstarejše jedro Senovega na levem bregu Senovskega potoka pod Armesom (445 m) se imenuje Vas in je ohranilo nekatere značilnosti nekdanje kmečke vasi. Novo Senovo je sodobno naselje s stanovanjskimi bloki in družinskimi hišami, zgrajenimi ob Dovškem in Belskem potoku v smeri proti Bohorju ter ob Senovskem potoku vse do Brestanice. Središče naselja je okoli razpotja cest proti Podsredi in na Dovško, kjer je tudi župnijska cerkev Vstalega Odrešenika, zgrajena po 2. svet. vojni. Tam je tudi upravno poslopje rudnika v zapiranju. Zaradi zmanjšanja zalog premoga so začeli po letu 1963, ko je bilo v rudniku zaposlenih do tisoč ljudi, izkop zmanjševati in rudnik postopno zapirati. Rudarji so se prekvalificirali in se zaposlili v tamkajšnjih obratih Metalne iz Maribora. Leta 1957 so v Dobrovi pod Bohorjem zajeli močan izvir Studenčno in leta 1958 od njega položili vodovod do Senovega. Naslednje leto so ta vodovod podaljšali tudi v Brestanico. 
Senovo je imelo največje število prebivalcev v letu 1953, ko jih je v njem prebivalo skoraj 5.000. V preteklosti sta v Senovem delovali tudi termoelektrarna in opekarstvo, iskali so tudi možnost za cementarstvo, odprli so tudi obrat šiviljstva, kovinskopredelovalni obrat ter obrat embalaže. Napredno gibanje se je na Senovem razvilo kmalu po 1. svet. vojni. Rudarji so že 4. novembra 1918 iz rudniške uprave pregnali nemške uradnike. Središče naprednega političnega in kulturnega življenja je postal leta 1925 zgrajen delavski dom, v katerem je imelo svoje prostore prosvetno društvo Svoboda. Na Senovem je bilo močno središče narodnoosvobodilnega gibanja v skrajnem jugovzhodnem delu nemškega zasedbenega ozemlja. V noči z 9. na 10. februar 1944 je na svojem pohodu na Štajersko prišla na Senovo XIV. divizija. Skupaj s Kozjanskim bataljonom je napadla orožniško postajo ter uničila rudniško separacijo, skladišče materiala in strojnico. O tem dogodku priča spomenik v parku pred zdravstvenim domom. Takrat se je partizanom pridružila avstrijska posadka približno 300 mož z vso opremo in se kot 5. bataljon vključila v Kozjanski odred. Sredi Senovega stoji spomenik padlim borcem NOB in žrtvam okupatorja z območja Senovega.
Pokojni strokovnjak za slapove Anton Ramovš, ki je napisal knjigo Slapovi v Sloveniji, je po edinem obisku pobočja Bohorja dejal, da naravne znamenitosti najverjetneje pričajo o zadnjih sledovih alpske ledeniške doline. Do konca dvajsetega stoletja so slapove bolj ali manj poznali le domačini, ki so živeli blizu potokov. Svoja vedenja so sicer razširili na člane planinskega društva, a ti se zaradi usmeritve slovenske planinske zveze – spodbujala je le urejanje starih izletniških poti – niso odločili za trasiranje nove gozdne poti.

## Znani krajani
- Rebeka Dremelj  pevka, manekenka, voditeljica
- Dejan Učakar   skladatelj, profesor glasbe
- Denis Govekar  slovenski futsal reprezentant
- Beno Govekar  slovenski futsal reprezentant
- Anton Petrovič  učitelj, igralec, kulturnik, politik, vodič in popotnik
- Mark Španring  nogometaš
- Halid Tubeishat  dirigent, profesor glasbe, tubist
- Ramiza Seferović nogometašica in trenerka
- Jure Pečnik motokrosist
- Melita Osojnik pevka, scenaristka in igralka ter pisateljica knjig za otroke
- Vilko Planinc bibliotekar, kulturnik in povezovalec prireditev
- Rok Sanda pisatelj, dramatik, režiser in scenarist

1. ↑  »Prebivalstvo po spolu in po starosti, občine in naselja, Slovenija, letno«. Statistični urad Republike Slovenije.